# Шилц, Майда

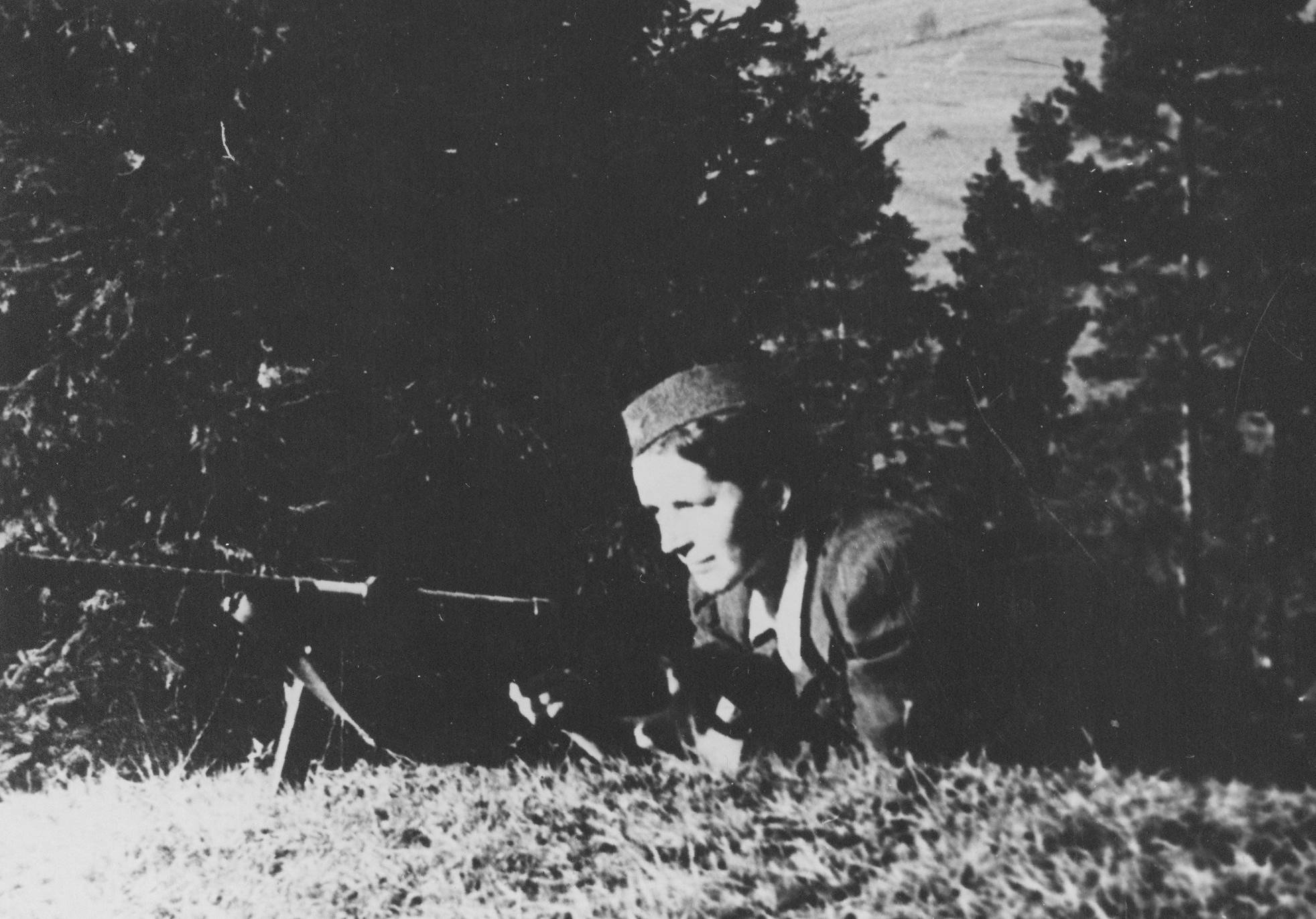
Майда Шилц на позиции под Рыбнице

Майда Алоизовна Шилц (словен. Majda Alojza Šilc, серб. Мајда Алојза Шилц; 17 марта 1923, Кржети — 14 июля 1944, Ново-Место) — югославская словенская партизанка времён Народно-освободительной войны. Первая словенка, удостоившаяся звания Народного героя Югославии (19 июня 1945, посмертно).